# Botswana
Botswana, Republika Botswany (ang. Republic of Botswana, tswana Lefatshe la Botswana) – państwo w południowej Afryce. Zajmuje powierzchnię 581 730 km², a zamieszkane jest przez 2 450 668 osób (szac. 2024).
Państwo śródlądowe o wyżynnym, przeważająco równinnym ukształtowaniu terenu. Klimat suchy, około 70% terytorium kraju zajmuje pustynia Kalahari. Znaczną część kraju pokrywa sawanna, na północy znajdują się rozległe mokradła wokół śródlądowej delty rzeki Okawango; na północnym wschodzie – solniska Makgadikgadi.
Botswana jest republiką z systemem parlamentarnym. Stolicą i największym miastem jest Gaborone. Innym większym ośrodkiem miejskim jest Francistown. Kraj cechuje się niewielką gęstością zaludnienia (4,2 os./km², 2024), ludność skoncentrowana jest głównie we wschodniej i południowo-wschodniej części kraju. Gospodarka Botswany należy do najbardziej rozwiniętych w Afryce, z PKB realnym per capita na poziomie 17 500 USD (2023). Opiera się w dużej mierze na górnictwie – szczególnie istotną rolę w rozwoju gospodarczym kraju odgrywało wydobycie diamentów – i sektorze usługowym, w tym turystyce. Walutą jest pula.
Najliczniejszą grupą etniczną zamieszkującą Botswanę jest lud Tswana (79% ogółu), co odzwierciedlone jest w nazwie kraju, która oznacza „ziemię ludu Tswana”. Inne większe grupy to Kalanga (11%) oraz Buszmeni (San, Basarwa; 3%). Językiem urzędowym jest angielski, który jest językiem ojczystym dla 3% społeczeństwa. W powszechnym użyciu jest język tswana, uznawany za język narodowy, ojczysty dla 77% mieszkańców (2011). Dominującym wyznaniem jest chrześcijaństwo (79%); większość wiernych należy do niezależnych kościołów afrochrześcijańskich i protestanckich.
W XIX wieku obszar Botswany znajdował się pod władaniem ośmiu plemiennych królestw ludu Tswana. W 1885 roku Brytyjczycy ustanowili protektorat Beczuany, by zapewnić możliwość ekspansji kolonialnej w położonej w głębi kontynentu Rodezji, czemu zagrażały niemieckie postępy w Namibii (wyścig o Afrykę). Władze kolonialne tylko w niewielkim stopniu ingerowały w sprawy protektoratu, a osadnictwo białych osadników było ograniczone. Przewidywano jego przyszłą integrację z Rodezją, tudzież z powstałym w 1910 roku Związkiem Południowej Afryki, jednak plany te nie zostały zrealizowane. Botswana uzyskała niepodległość w pokojowy sposób w 1966 roku. Państwo w dużej mierze uniknęło wewnętrznych i zewnętrznych konfliktów zbrojnych, charakterystycznych dla wielu innych krajów Afryki Subsaharyjskiej, i wykształciło stabilny system demokracji liberalnej.

## Geografia

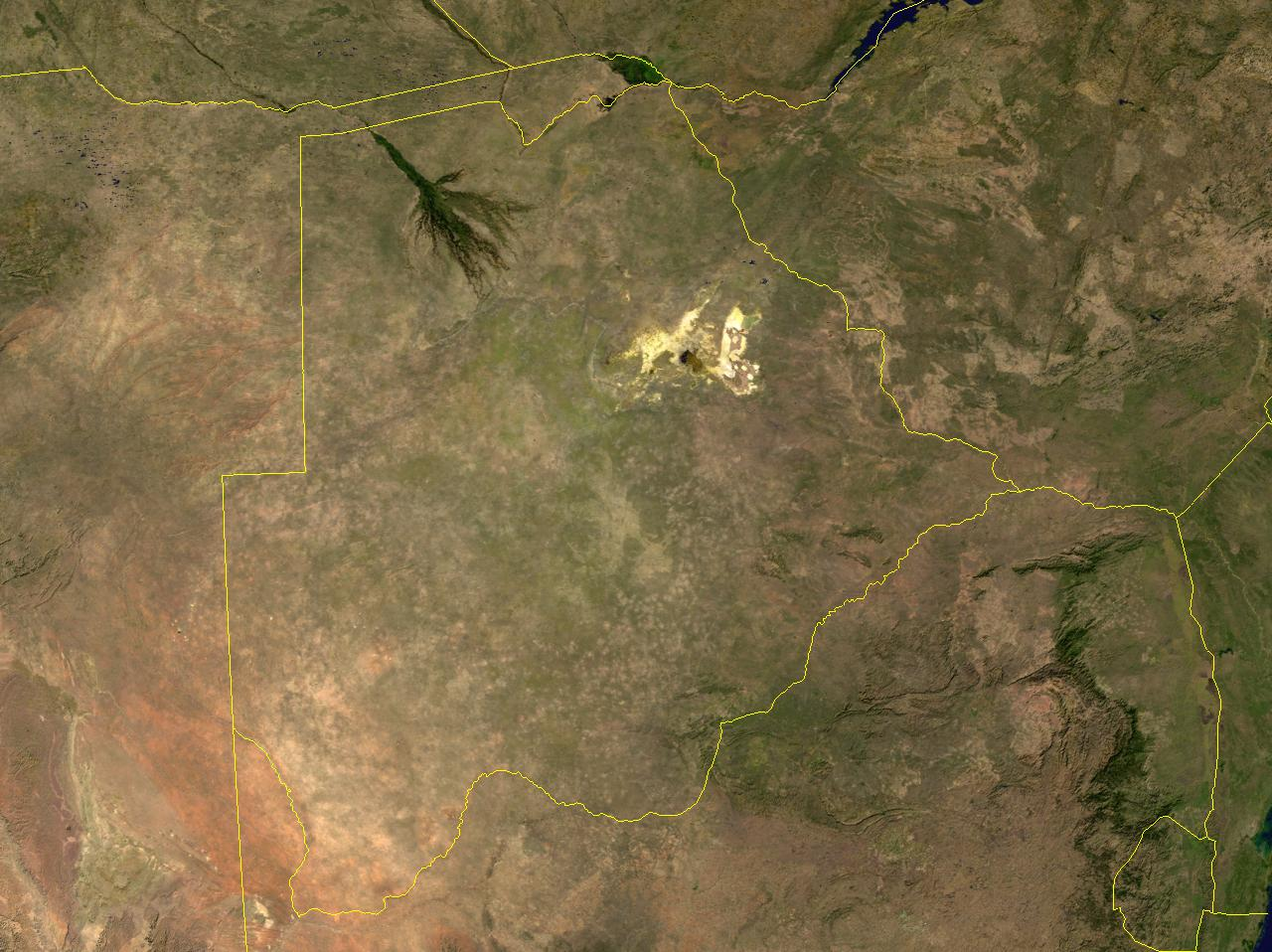
Botswana widziana z kosmosu

Botswana, położona w południowej Afryce, nie ma dostępu do morza, co sprawia, że pod wieloma względami jest ona uzależniona gospodarczo od swoich sąsiadów.
Większą część kraju zajmuje półpustynna, bezodpływowa kotlina Kalahari. Jej średnia wysokość wynosi około 800 m n.p.m. Na północy znajduje się bagienny obszar śródlądowej delty Okawango. Okresowo wody przedostają się dalej na wschód do niecki Makgadikgadi. Najważniejszą rzeką Botswany jest położona na południowo-wschodniej granicy Limpopo, gdzie koncentruje się ludność Botswany, w tym stolica kraju Gaborone.
W Botswanie panuje klimat podzwrotnikowy suchy z porą gorącą od października do marca. Opady są skąpe (od 750 mm na północy do 125 mm na południu) i nieprzewidywalne. Większość terytorium kraju porasta ciernista sawanna, a około 1% widne suche lasy (w dolinie rzeki Chobe na północy).
Państwo graniczy z Zimbabwe na wschodzie (długość granicy: 834 km), Południową Afryką na południu (1969 km), Namibią na zachodzie i północy (1544 km) oraz Zambią na północy (150 metrów).

## Historia

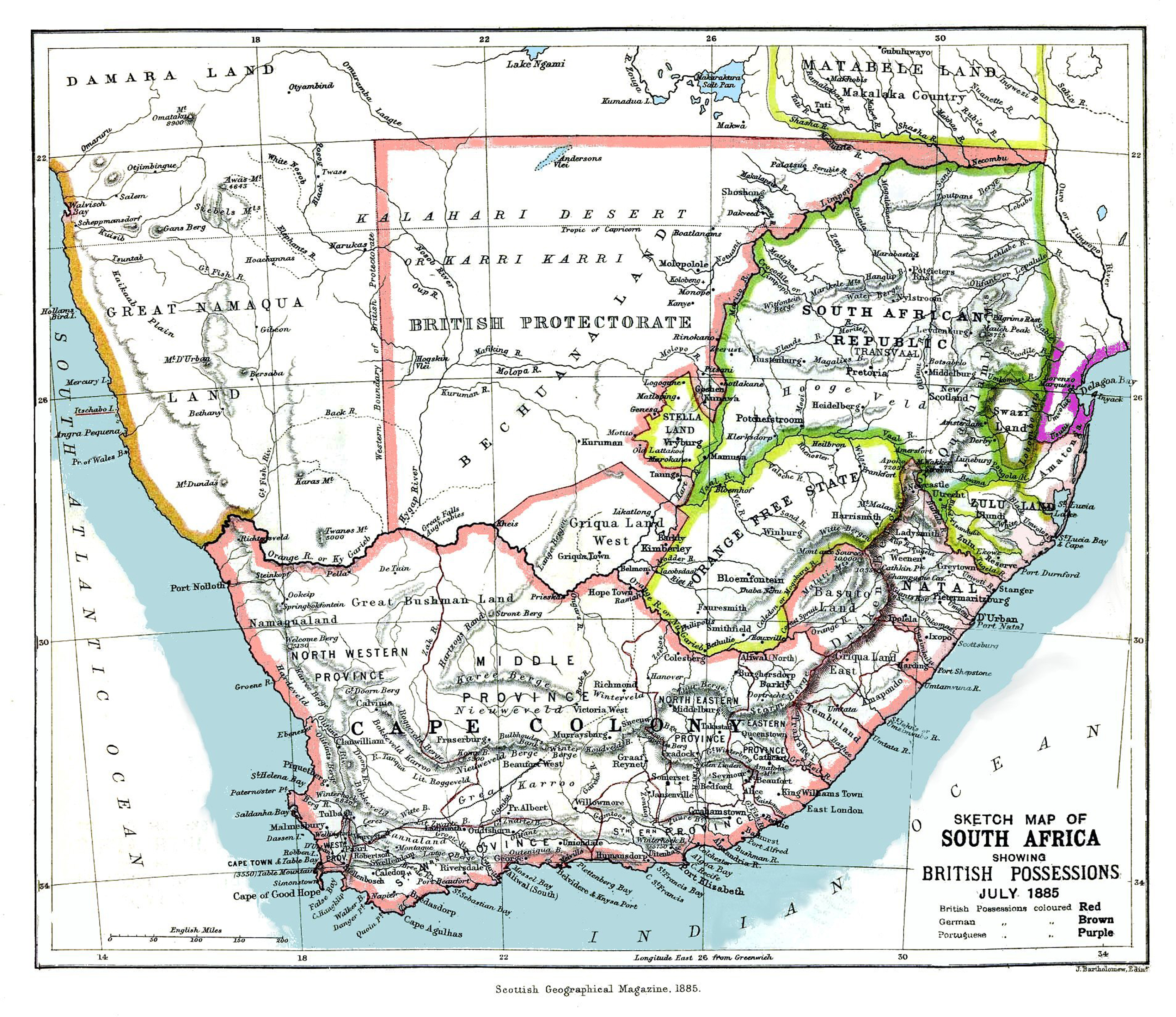
Afryka Południowa w 1885: posiadłości brytyjskie, w tym protektorat Beczuana, zaznaczone na różowo

Tereny dzisiejszej Botswany pierwotnie były zamieszkiwane przez Buszmenów. Od przełomu XVI i XVII wieku zaczął na nie napływać lud Tswana, posługujący się językiem tswana z rodziny bantu.
W drugiej połowie XIX wieku rozpoczęły się walki plemienne, a także walki z Burami z Transwalu. Doprowadziło to do objęcia Botswany (nazywanej wówczas Beczuaną, ang. Bechuanaland) brytyjskim protektoratem w roku 1885. Ośrodkiem administracyjnym protektoratu był Mafeking, położony poza jej granicami, na terenie Kolonii Przylądkowej (od 1910 roku – Związku Południowej Afryki).
Władze brytyjskie przewidywały wcielenie protektoratu Beczuany do Związku Południowej Afryki, jednak wobec opozycji przywódców plemiennych plany te nie zostały zrealizowane. Ostatecznie odstąpiono od nich wraz z intensyfikacją polityki apartheidu prowadzonej przez władze Południowej Afryki i zerwaniem więzi z Wielką Brytanią (proklamacja Republiki Południowej Afryki w 1961 roku). W 1965 roku stolicę przeniesiono z Mafeking (wówczas już na terytorium obcego państwa) do wybudowanego od podstaw miasta Gaborone. 
W latach 50. XX wieku w Beczuanie powstały ruchy narodowowyzwoleńcze, które doprowadziły w roku 1966 do niepodległości kraju, pod nazwą Botswana. Pierwszym prezydentem został Seretse Khama. Wybrano go ponownie na dwie kolejne kadencje i zmarł pełniąc urząd 13 lipca 1980. Prezydenturę po nim objął będący wówczas wiceprezydentem Quett Masire, który uzyskał reelekcje w wyborach w 1984, 1989 i 1994. W 1998 prezydentem został Festus Mogae, który sprawował władzę do chwili ustąpienia z urzędu w roku 2008. W latach 2008–2018 urząd prezydenta sprawował Seretse Ian Khama – syn pierwszego prezydenta Seretse Khamy.
 

## Ustrój polityczny
Botswana jest parlamentarną republiką w ramach Wspólnoty Narodów. Głową państwa i szefem rządu jest prezydent wybierany w pośrednich wyborach przez Zgromadzenie Narodowe na 5-letnią kadencję. Prezydent mianuje członków rządu.
Władza ustawodawcza należy do dwuizbowego parlamentu. W wyższej izbie, doradczej 15-osobowej Izbie Wodzów (House of Chiefs) zasiada 8 wodzów najważniejszych plemion, 4 członków wybieranych co 5 lat i 3 członków wybieranych przez pozostałych 12. Niższa izba, Zgromadzenie Narodowe (National Assembly), składa się z 40 członków wybieranych w bezpośrednich wyborach na 5-letnią kadencję. Główną partią jest Demokratyczna Partia Botswany (BDP, Botswana Democratic Party).

## Podział administracyjny
Pod względem administracyjnym Botswana podzielona jest na 9 dystryktów:
- Central
- Ghanzi
- Kgalagadi
- Kgatleng
- Kweneng
- South East
- Southern
- North East
- North West

## Gospodarka
Botswana notuje najwyższy wzrost PKB na osobę na świecie. Średni wzrost w latach 1966–1999 wyniósł ponad 9%. Ten spektakularny rozwój Botswana zawdzięcza głównie reformom gospodarczym dokonanym przez Seretse Khamę oraz wydobyciu diamentów. W chwili obecnej Botswana boryka się z epidemią AIDS: według szacunków 15% mieszkańców tego państwa jest zakażonych wirusem HIV.
Najwyższe zyski przynosi gospodarce Botswany górnictwo, choć większość ludności pracuje w rolnictwie. Tylko 2% powierzchni kraju stanowią grunty orne, 70% to pastwiska. Krajowa produkcja żywności rolnej jedynie w połowie zaspokaja potrzeby mieszkańców, ale kraj nie ma problemu z zapewnieniem importu brakującej żywności. Botswana jest za to znaczącym eksporterem mięsa wołowego. Uprawia się przede wszystkim kukurydzę, sorgo, orzeszki ziemne, proso zwyczajne, słoneczniki zwyczajne, rośliny strączkowe, warzywa, owoce oraz bawełnę. Z powodu suszy zmniejszyło się pogłowie bydła i owiec. W pobliżu miejscowości Orapa i Jwaneng znajdują się bogate złoża diamentów. Botswana jest największym na świecie producentem tego minerału. Dochody z jego sprzedaży stanowią 80% zysków z eksportu. W Botswanie eksploatuje się także bogate złoża niklu i miedzi.
17% terytorium kraju zajmują parki narodowe i rezerwaty przyrody. Do 2013 roku uzyskiwano ok. 20 mln dolarów rocznie z turystyki łowieckiej, jednak od 1 stycznia 2014 wprowadzono, z przyczyn etycznych i dla ochrony zwierzyny, zakaz polowań na terenach publicznych.

## Demografia

### Grupy etniczne
| Grupa etniczna | Język     | Liczebność w tys. | Procent ludności |
| -------------- | --------- | ----------------- | ---------------- |
| Tswana         | tswana    | 1648              | 70,7%            |
| Kalanga        | kalanga   | 149               | 6,39%            |
| Kgalagadi      | kgalagadi | 69                | 2,96%            |
| Szona          | shona     | 55                | 2,36%            |
| Yeyi           | yeye      | 53                | 2,27%            |
| Soto i Pedi    | sotho     | 26                | 1,11%            |
| Ndebele        | ndebele   | 20                | 0,86%            |
| Hererowie      | herero    | 19                | 0,81%            |
| Lozi           | lozi      | 17                | 0,73%            |
| Khosa          | xhosa     | 12                | 0,51%            |
| Afrykanerzy    | afrikaans | 9,3               | 0,4%             |
| Brytyjczycy    | angielski | 6,5               | 0,3%             |

### Religia
Struktura religijna w 2020 roku według The ARDA:
- chrześcijaństwo – 70%:
  - niezależne kościoły – 34,2%,
  - niestowarzyszeni – 21,6%,
  - protestantyzm – 12,3% (gł. zielonoświątkowcy),
  - katolicyzm – 5,3%,
- tradycyjne religie afrykańskie – 28,5%,
- bahaizm – 0,82%,
- islam – 0,27%,
- brak religii – 0,16%,
- hinduizm – 0,14%,
- inne religie – 0,1%.

## Święta państwowe
| Data        | Polska nazwa         | Oryginalna nazwa                |
| ----------- | -------------------- | ------------------------------- |
| 30 września | Dzień Niepodległości | Independence Day (Botswana Day) |

## Uwaga
1. ↑  Wówczas Niemiecka Afryka Południowo-Zachodnia